# Prefectura de Fukui
La prefectura de Fukui és a la part central de l'illa de Honshū de cara al mar del Japó. Limita amb el mar del Japó, i les prefectures d'Ishikawa, Gifu, Shiga i Kyoto. La part nord de la prefectura és coneguda com a Reihoku (岭北) i la sud com Reina (岭南). La part oest és una estreta plana entre les muntanyes i el mar. La part nord inclou àmplies planures i valls on habita la major part de la població. Fukui consistia originalment de les velles províncies de Wakasa (若 狭) i Echizen (越 前), abans que es formés com a prefectura el 1871. Durant, El període Edo, el dàimio de la regió tenia el cognom de Matsudaira, i era descendent de Tokugawa Ieyasu.
Nou ciutats estan situades a la prefectura de Fukui:
| - Awara - Echizen - Fukui (capital) | - Katsuyama - Obama - Ōno | - Sabae - Sakai - Tsuruga |